# Diestrammena bruneri
Diestrammena bruneri är en insektsart som först beskrevs av Heinrich Hugo Karny 1934.  Diestrammena bruneri ingår i släktet Diestrammena och familjen grottvårtbitare. Inga underarter finns listade i Catalogue of Life.